# Timur Tajmazow
Timur Borisowicz Tajmazow (ukr. Тимур Борисович Таймазов; ur. 8 września 1970 w Nogirze) – ukraiński sztangista pochodzenia osetyjskiego. Dwukrotny medalista olimpijski.
Sukcesy odnosił w kategorii do 100, a następnie 108 kilogramów. Brał udział w dwóch igrzyskach (IO 92, IO 96), na obu zdobywał medale. W Barcelonie – pod flagą Wspólnoty Niepodległych Państw – zdobył srebro, cztery lata później nie miał sobie równych. Trzykrotnie stawał na najwyższym podium mistrzostw Europy, dwa razy zwyciężał w mistrzostwach globu. Sześć razy bił rekordy świata, w tym dwa razy w dwuboju.
Jego brat Artur jest zapaśnikiem, w barwach Uzbekistanu trzykrotnie zostawał mistrzem olimpijskim.

## Osiągnięcia[2]

### Mistrzostwa Świata
| Mistrzostwa Świata | Miejsce   | Data | Konkurencja  | Rezultat             |
| ------------------ | --------- | ---- | ------------ | -------------------- |
| Melbourne 1993     | Melbourne | 1991 | kat. -108 kg | 1.miejsce – 420,0 kg |
| Stambuł 1994       | Stambuł   | 1994 | kat. -108 kg | 1.miejsce – 435,0 kg |

### Mistrzostwa Europy
| Mistrzostwa Europy | Miejsce   | Data | Konkurencja  | Rezultat             |
| ------------------ | --------- | ---- | ------------ | -------------------- |
| Szekszard 1992     | Szekszárd | 1992 | kat. -100 kg | 1.miejsce – 415,0 kg |
| Sofia 1993         | Sofia     | 1993 | kat. -108 kg | 1.miejsce – 427,5 kg |
| Antalya Sokolov    | Sokolov   | 1994 | kat. -108 kg | 1.miejsce – 430,0 kg |